# Aero Ae 02
 (août 2012).
Si vous disposez d'ouvrages ou d'articles de référence ou si vous connaissez des sites web de qualité traitant du thème abordé ici, merci de compléter l'article en donnant les références utiles à sa vérifiabilité et en les liant à la section « Notes et références ».
L'Aero Ae-02 est le premier chasseur monoplace dessiné et construit en Tchécoslovaquie,,.
Dessiné en 1920 par les ingénieurs Antonín Vlasák et Antonín Husník, ce classique biplan armé de deux mitrailleuses Vickers K de 7,7 mm synchronisées ressemblait beaucoup aux chasseurs SPAD et offrait des performances honorables pour son époque. L’appareil n’étant cependant pas retenu pour une production de série, il fut utilisé par le pilote d’usine Josef Novak en meetings et lors de compétitions de voltige. En 1921 il remporta la Coupe d’Argent du Meeting annuel de l’Aéro Club de Tchécoslovaquie. Cet appareil a donné naissance à l’Aero Ae 04.